# Rathaus (Wiesentheid)

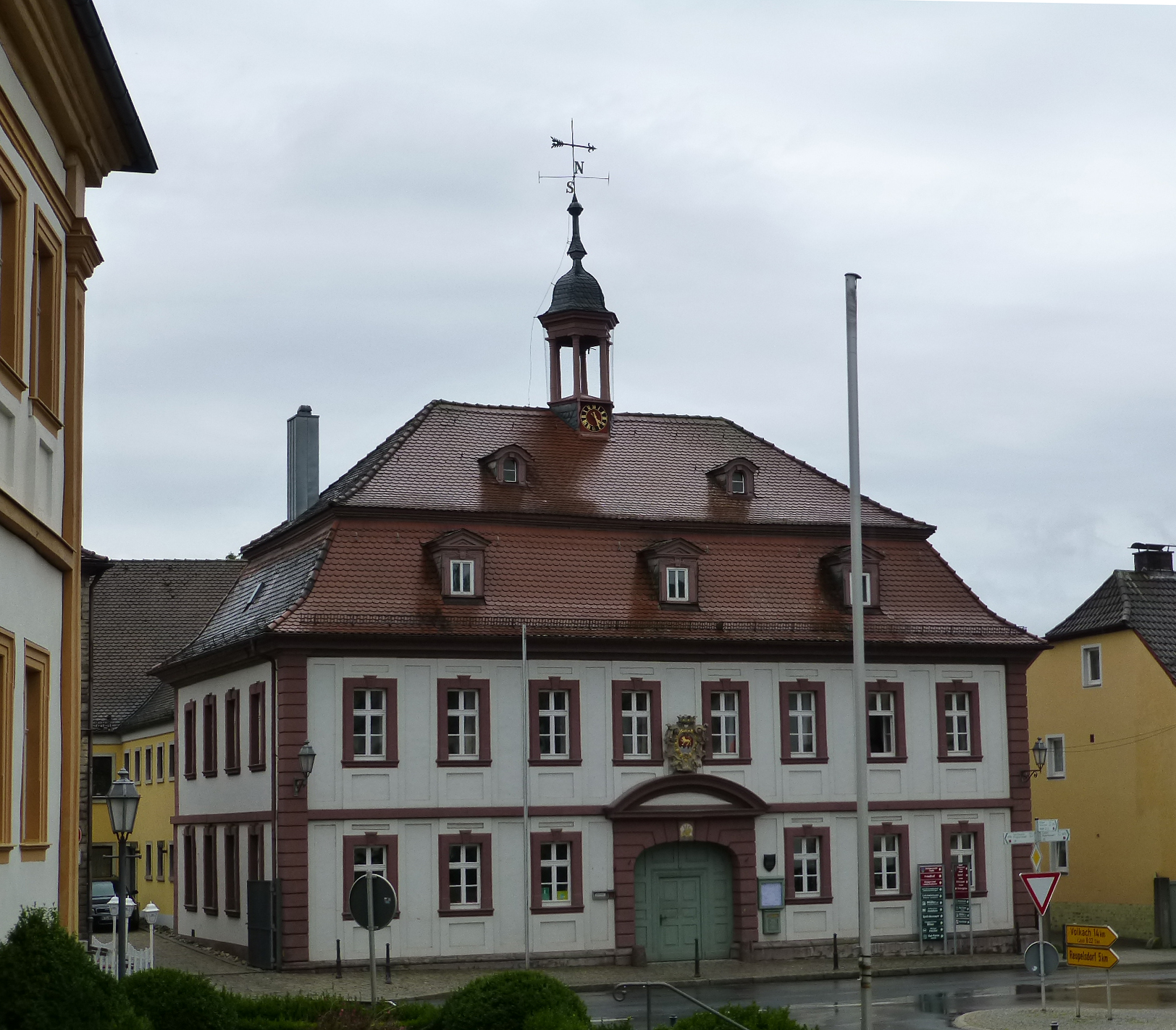
Das Rathaus in Wiesentheid

Das Rathaus des Marktes Wiesentheid ist repräsentativer Verwaltungssitz der unterfränkischen Gemeinde. Es liegt an der zentralen Balthasar-Neumann-Straße 14 inmitten des Ortes und bildet einen der Mittelpunkte des Ensembles Schloss Wiesentheid im Hauptort.

## Geschichte
Nach dem Übergang des Marktes Wiesentheid an die Familie von Schönborn im Jahr 1704 setzte eine rege Bautätigkeit im Ort ein. Wiesentheid wurde zum künftigen Stammsitz der Familie umgebaut. Einer dieser Neubauten war das Rathaus. Der ältere Vorgängerbau war kurz zuvor Opfer eines Brandes geworden. In den Jahren 1741 bis 1743 wurde es im Stile des Rokoko wiederaufgebaut. Für das Wappen über dem Portal konnte man den Erlanger Maler Karl Johann Georg Reuß gewinnen. 
Bereits im 18. Jahrhundert wurde das Rathaus auch als Amtsgebäude für die gräfliche Verwaltung genutzt. Hier saß der Herrschafts- und Marktrichter. Mit dem Übergang an den bayerischen Staat im Jahr 1814 erhielt Wiesentheid ein Landgericht zugesprochen. Nun wurde das Gebäude Sitz des Landrichters. 1862 wandelte man die Landgerichte um, der Markt wurde zentraler Sitz des Amtsgerichts Wiesentheid. 
Im Jahr 1925 wurde das Amtsgericht aufgelöst. Nun wurde das Gebäude zunächst nur noch als Ratssitz genutzt. Bis zum Ende des Zweiten Weltkriegs zog zusätzlich noch die örtliche Schule in das Rathaus ein. Mit der kommunalen Erneuerung der Gemeindegebietsreform in den 1970er Jahren wurde ein Anbau nötig, der 1978 vollendet werden konnte. Das Bayerische Landesamt für Denkmalpflege ordnet das Rathaus als Baudenkmal ein. In den Räumlichkeiten ist auch das Marktarchiv Abtswind untergebracht.

## Beschreibung
Das Rathaus präsentiert sich als Rokokobau, der mit einem ausladenden Mansarddach abschließt. Es besitzt mehrere zwei übereinanderliegende Ebenen von Dachgauben und schließt mit einem zentralen, laternenartigen Uhrtürmchen ab. Zentral wurde am Bau das Portal angebracht. Es besitzt einen Rundbogen und einen ebenfalls runden Giebel. Darüber wurde das Wappen der Gemeinde Wiesentheid angebracht, das wohl vom Erlanger Reuß geschaffen wurde.